# Goofs and Saddles
Goofs and Saddles (br.: Muito vivos para serem mortos) é um filme de curta metragem estadunidense de 1937, dirigido por Del Lord. É o 24º de um total de 190 filmes da série com os Três Patetas produzida pela Columbia Pictures entre 1934 e 1959.

## Enredo
No Velho Oeste, os Três Patetas são batedores da Cavalaria dos Estados Unidos. São convocados pelo General Muster (Ted Lorch, chamado de General Murcho pela dublagem brasileira) para prenderem uma quadrilha de ladrões de gado. Depois de espreitarem os bandidos, escondidos nos arbustos, eles seguem um dos capangas até o saloon de Longhorn Pete (Stanley Blystone, chamado de Pete Chifrão pela dublagem brasileira). Os Patetas entram no lugar disfarçados de jogadores e disputam um jogo de cartas contra Pete, quando descobrem ser ele o líder dos ladrões.
Moe tenta enviar uma mensagem ao general, por pombo correio, mas a ave vai até Pete que a lê e descobre os disfarces dos Patetas. O trio escapa do saloon pulando pela janela até onde estava um carroção coberto, com muitos utensílios de cozinha — e um macaquinho. Os bandidos são parados por Curly que joga panelas no caminho que atrapalham os cavalos, mas o carroção se separa da parelha e acaba se acidentando. Os bandidos retomam a perseguição e o trio se esconde numa velha cabana. A cabana é cercada e são disparados vários tiros, fazendo com que o macaquinho que seguira os Patetas até ali, use uma panela como elmo para se proteger. Curly pega um moedor de carne e uma caixa de balas cai dentro, sendo disparadas como uma metralhadora. Moe então pega um cinturão de balas e o coloca dentro do moedor acionado por Curly, fazendo com que os bandidos achem que chegaram "reforços". Pouco depois, de fato o general chega com a tropa e os bandidos são presos. Enquanto o trio recebe as congratulações do general, o macaquinho atira com o moedor de carne contra eles, fazendo com que fujam do local em disparada.